# Bevin Fortuin
Pas d'image ? Cliquez ici

a Compétitions nationales et continentales officielles uniquement.

b Matchs officiels uniquement.
Dernière mise à jour le 29 novembre 2018.
Bevin Fortuin, né le 6 février 1979 à George, est un joueur de rugby à XV qui est dans le groupe retenu avec l'équipe d'Afrique du Sud pour le Tri-nations 2007. Il évolue principalement au poste d'arrière (1,79 m pour 91 kg).

## Biographie
Bevin Fortuin joue avec les Free State Cheetahs en Currie Cup et avec les Cheetahs dans le Super 14. Il joue treize matchs de Super 14 en 2006 avec les Cheetahs et cinq matchs de Super 14 en 2007 avec les Cheetahs à cause d'une blessure. Il effectue son premier test match avec les Springboks le 11 novembre 2006 à l’occasion d’un match contre l'équipe d'Irlande.
En juin 2007, il remporte la Coupe des nations avec les Emerging Springboks, réserve de l'équipe nationale sud-africaine.

## Palmarès
- 2 test matchs avec l'équipe d'Afrique du Sud
- Test matchs par année : 1 en 2006, 1 en 2007